# لي جونغ-جين
لي جونغ-جين (هانغل: 이정진) هو لاعب كرة قدم كوري جنوبي في مركزي نصف الجناح والوسط، ولد في 23 ديسمبر 1993 في كوريا الجنوبية. لعب مع نادي بوسان أي بارك.

## وصلات خارجية
- لي جونغ-جين على موقع دوري كوريا الجنوبية (الإنجليزية)
- لي جونغ-جين على موقع قاعدة بيانات كرة القدم.إي يو (الإنجليزية)
- لي جونغ-جين على موقع Soccerway.com (الإنجليزية)